# Rocky Mattioli
Rocky Mattioli est un boxeur italien né le 20 septembre 1953 à Ripa Teatina dans les Abruzzes.

## Carrière
Passé professionnel en 1970, il devient champion du monde des super-welters WBC le 6 août 1977 après sa victoire par KO au 5e round contre Eckhard Dagge. Mattioli conserve son titre face à Elisha Obed puis Jose Manuel Duran avant d'être à son tour battu par Maurice Hope le 4 mars 1979. Il perd également le combat revanche en 1980 et met un terme à sa carrière en 1982 sur un bilan de 64 victoires, 7 défaites et 2 matchs nuls.